# Lenach
Lenach ist ein Ortsteil der Stadt Bogen im niederbayerischen Landkreis Straubing-Bogen in Bayern.

## Geographische Lage
Die Einöde Lenach liegt östlich und nördlich der Alten Kinsach an deren linkem Ufer, die hier an der ehemaligen Mündung der Kinsach in den Alte Donau genannten Altarm der Donau einen Knick macht. Im Norden verläuft die Staatsstraße 2125.

## Geschichte
Früher bestand der Ort aus dem Lenachhof an der Stelle des heutigen Lenach und der 300 Meter bachaufwärts bestehenden Lenachmühle. Beides zusammen wurde als Weiler Lenach geführt. 1835 gehörte der Ort zum Landgericht Mitterfels und zur Expositur Reibersdorf der im Bezirk des Landgerichts Straubing liegenden Pfarrei Parkstetten und bestand aus zwei Häusern mit 21 Einwohnern. Bei der Volkszählung 1871 gehört Lenach zur Landgemeinde Oberalteich des Landgerichts Bogen. Zum 1. Januar 1978 wurde die Gemeinde Oberalteich in die Stadt Bogen eingemeindet und Lenach somit ein Ortsteil von Bogen.
Die Lenachmühle hatte 1854 die Hausnummer 170 und bestand aus einem gemauerten Wohnhaus, Mühlgebäude, Stall, Stadl und Backofen und knapp zehn Tagwerk Fläche. In der Uraufnahme wurde allerdings noch die fast vierfache Fläche als zur Mühle gehörig ausgewiesen.

### Einwohnerentwicklung
| Jahr      | 1835 | 1860 | 1871 | 1875 | 1885 | 1900 | 1913 | 1925 | 1950 | 1961 | 1970 | 1987 |
| --------- | ---- | ---- | ---- | ---- | ---- | ---- | ---- | ---- | ---- | ---- | ---- | ---- |
| Einwohner | 21   | 22   | 19   | 25   | 17   | 23   | 18   | 19   | 42   | 19   | 9    | 2    |